# Volta a Lleida
Die Volta Ciclista Internacional a Lleida ist ein ehemaliges Straßenradrennen, das in der spanischen Provinz Lleida stattfand.
Das Etappenrennen wurde 1942 zum ersten Mal ausgetragen und fand seitdem bis 2008 jährlich im Juni statt. Seit 2005 zählte das Rennen zur UCI Europe Tour und war in die Kategorie 2.2 eingestuft. Rekordsieger sind die Spanier Joan Calucho und Baltasar Tarrós, die das Rennen jeweils zweimal für sich entscheiden konnten. Als bisher einziger Deutscher gewann Fedro Gelin die Rundfahrt 1990.
2014 wurde ein Eintagesrennen unter dem Namen Volta a Lleida ausgetragen, das jedoch nicht in einen internationalen Radsportkalender aufgenommen wurde.

## Sieger
| - 2018 Txomin Juaristi - 2017 Nícolas Sessler - 2016 Óscar Linares - 2015 Artem Samolenkov - 2014 Adrià Moreno - 2009–2013 keine Austragung - 2008 Lars Boom - 2007 Francis De Greef - 2006 Michail Ignatjew - 2005 Branislau Samoilau - 2004 Antonio Arenas - 2003 Javier Reyes - 2002 Jesus Ramirez - 2001 Alexander Rotar - 2000 Miguel Alandete - 1999 Thorwald Veneberg - 1998 José Urea - 1997 Denis Menschow - 1996 Thierry Elissalde - 1995 Eligio Requejo - 1994 Manuel Beltrán | - 1993 Sergei Suleimanow - 1992 Sergei Sawinotschkin - 1991 Alberto Ortiga - 1990 Fedor Gelin - 1989 Vicente Aparicio - 1988 Dimitri Jdanow - 1987 José Pedrero - 1986 José Luis Ruiz - 1985 Emili García - 1984 José Luis Alonso - 1983 José Luis Navarro - 1982 Miguel Ángel Iglesias - 1981 Alex Debremaecker - 1980 Jaume Vilamajó - 1979 Antoni Coll - 1978 Francesc Sala - 1977 Pedro Larrinaga - 1976 José Luis Mayoz - 1975 Fernando Cabrero - 1974 Jesús Líndez - 1973 Ramón Medina | - 1972 Joan Pujol - 1971 Javier Mínguez - 1970 José Pesarrodona - 1969 Antonio Martos - 1968 R. Iglesias - 1967 Joaquín Pérez - 1966 Eugenio Lizarde - 1965 Lluís Mayoral - 1964 Sebastià Segú - 1960–1963 nicht ausgetragen - 1959 Angelino Soler - 1958 Domingo Ferrer - 1957 Andreu Carulla - 1956 Lluís Gras - 1955 J. Casals - 1949–1954 nicht ausgetragen - 1948 Joan Calucho - 1947 nicht ausgetragen - 1946 Emilio Mediano - 1945 Joan Calucho - 1944 Ramon Massano - 1943 Baltasar Tarrós - 1942 Baltasar Tarrós |